# شرکت اویو
 اویو یک شرکت ایتالیایی است که در بخش هوافضا فعالیت می‌کند و دفتر مرکزی آن در ریوالتا دی تورینو، تورین، ایتالیا قرار دارد. این شرکت در سال ۱۹۰۸ تأسیس شد و در ایتالیا و خارج از کشور با دفاتر تجاری مختلف و ۱۰ واحد تولیدی حضور دارد. اویو در ۵ بخش اصلی کسب و کار در بخش‌های غیرنظامی و نظامی فعالیت دارد:
- ماژول‌ها و اجزای سازنده سیستم‌های هواپیما و بالگرد
- موتورهای سوخت جامد برای نیروی فضایی و تاکتیکی
- MRO و خدمات
- توربین گازهای آیرودینامیکی برای کاربردهای دریایی و صنعتی
- سیستم‌های کنترل الکترونیکی و الکتریکی و سیستم‌های اتوماسیون[۱]